# David Murray Murray-Lyon
David Murray Murray-Lyon, britanski general, * 1890, † 1975.